# Joanna Mendak
Joanna Mendak (nacida el 16 de febrero de 1989) es una nadadora paralímpica polaca.

## Carrera
Representó a Polonia en los Juegos Paralímpicos de 2004, 2008, 2012 y 2016. En total ganó tres medallas de oro, una de plata y dos de bronce durante su participación en los Juegos Paralímpicos de Verano.  
En el Campeonato de Europa de 2009 ganó las medallas de bronce en los eventos S12 de 50 metros estilo libre femenino y S12 de 100 metros estilo libre femenino. También ganó la medalla de oro en el evento SM13 combinado individual femenino de 200 metros. 
En el Campeonato Mundial de 2015 celebrado en Glasgow, Reino Unido, ganó la medalla de bronce y estableció un nuevo récord europeo en el evento femenino S13 de 100 m estilo mariposa. También ganó la medalla de bronce en el evento femenino de 50 metros estilo libre S13.